# مانوئلا به‌یس
مانوئلا به‌یس کاساریخو (به اسپانیایی: Manuela Vellés Casariego) زادهٔ ۱۶ ژانویهٔ ۱۹۸۷) بازیگر اهل اسپانیا است.
از فیلم‌ها یا مجموعه‌های تلویزیونی که وی در آنها نقش داشته‌است می‌توان به آنای آشفته و کامینو اشاره کرد.